# Æsaronenses
Les Æsaronenses ou Aesaronenses ou encore  Esaronensi sont un ancien peuple antique de Sardaigne.

## Histoire
Décrits par Ptolémée (III, 3), les Æsaronenses  habitaient au Sud des Salcitani et des Lucuidonenses près des Salcitani et au Nord des Æchilenenses ou Cornenses.